# テレビ朝日系列早朝の情報番組枠
テレビ朝日系列早朝の情報番組枠（テレビあさひけいれつそうちょうのじょうほうばんぐみわく）は、テレビ朝日をはじめとするANN系列で、毎日早朝に放送されている情報番組の一覧のことである。『グッド!モーニング』（2013年9月より平日、4:55 - 8:00、2024年3月より土曜日6:00 - 8:00、2024年10月より日曜日5:50 - 8:30、一部系列局を除く）が該当する。

## 各番組の歴史
1982年よりテレビ朝日は米国CNNと提携。CNNより発信される米国等海外発のニュースを日本向けに再編集・解説した番組として、1984年4月より『おはよう!CNN』が開始される。以降CNN系のニュース・情報番組が1990年代半ばまで放送される。
1994年よりフジテレビが『めざましテレビ』を開始したことから各局の情報番組が6 - 7時台を跨いだ編成となる。このことからテレビ朝日も『やじうま6』を開始して対抗する。CNN番組は5時台に追いやられ、徐々に日本国内のニュース・天気予報を中心とした番組へリニューアルが図られる。
1999年4月、当時ほとんどの時間帯で視聴率が低迷していたテレビ朝日は製作費削減策の一環として早朝の情報番組から撤退。早朝5時台は時代劇の再放送や通販番組で穴埋めされる。このことは当時週刊現代でも批判される。半年後の同年10月に20分枠の情報番組『ラジ朝@モーニング』で復活する。
2002年4月には朝6 - 7時台で放送される『やじうまワイド』とブランドを共有する『朝いち!!やじうま』が開始され、2006年4月には後継番組『やじうまプラス』に吸収・統合される。この間に同枠を制作する報道局と朝の情報番組枠を制作する情報局が統合され、2009年10月には制作会社もVIVIAに一元化される。

## 主な番組
一部に正確な番組名が不明なものがある。その場合は新聞のテレビ番組欄の表記に従った。

### 平日
- おはよう!CNN（1984年4月2日 - 1989年9月29日）
- おはよう!TODAY（1985年4月1日 - 1986年3月28日） - 『おはよう!CNN』、『ANNニュースセブン』を内包。
- 6:25おはよう天気予報 / おはよう!CNN（1986年3月31日 - 9月26日）
- モーニングファイル / おはよう!CNN（1986年9月29日 - 1987年9月25日）
- さわやかトゥデイ / モーニングセンサー / おはよう!CNN（1987年9月28日 - 1989年9月29日）
- CNNモーニング / CNNモーニングEnglish Shower（1989年10月2日 - 1990年3月30日） - 両番組の間に『ANNニュースフレッシュ』を放送。
- CNNモーニング / CNNデイブレイク[注釈 1]（1990年4月2日 - 1990年9月28日）
- CNNデイブレイク[注釈 1]（1990年10月1日 - 1994年9月30日） - 上記の両番組を統合。
- 朝イチ!N天CNN / やじうま6（1994年10月3日 - 1996年9月27日）
- 早起き一番!天気&NEWS（1996年9月30日 - 1998年3月27日）
- 早起き!チェック（1998年3月30日 - 1999年3月26日）
  - 一時、再放送枠に変更。
- ラジ朝アットモーニング（1999年10月4日 - 2001年9月28日）
- N天トップ!（2001年10月1日 - 2002年3月29日）
- 朝いち!!やじうま（2002年4月1日 - 2006年3月31日） - 2003年10月から『ANNニュース』を内包。
- やじうまプラス（2006年4月3日 - 2010年10月1日） - 朝の情報番組枠に統合。『ANNニュース』を内包。
- やじうまテレビ!（2010年10月4日 - 2013年9月27日）『ANNニュース』を内包。
- グッド!モーニング（2013年9月30日 - ）『ANNニュース』を内包。

### 土曜
- CNNウィークリー（1985年4月6日 - 1987年9月26日）
- おはよう!CNN（1987年10月3日 - 1989年9月30日）
- CNNモーニング（1989年10月7日 - 1991年9月28日）
- ザ・CNN（1991年10月5日 - 1993年9月25日）
- 朝イチ（2000年10月7日 - 2001年3月31日）
- 城島茂の週末ナビ ココイコ!（2011年10月1日 - 2012年3月31日）
- あさナビ（2012年4月7日 - 2013年9月28日）
- みんなの疑問 ニュースなぜ太郎（2013年10月5日 - 2015年3月28日）
- 週刊ニュースリーダー（2015年4月4日 - 2024年3月23日）
- グッド!モーニング（2024年3月30日 - ）

### 日曜
- おはよう!CNN（1987年10月4日 - 1989年10月1日）
- CNNモーニング（1989年10月8日 - 1991年9月29日）
- ザ・CNN（1991年10月6日 - 1993年9月26日）
- 朝イチ（2000年10月8日 - 2001年4月1日）
- サンデーLIVE!!（テレビ朝日・朝日放送テレビ[注釈 2]・メ〜テレ共同制作、2017年10月1日 - 2024年9月29日）
- グッド!モーニング（テレビ朝日・朝日放送テレビ・メ〜テレ共同制作、2024年10月6日 - ）

### 番組の移り変わり
| 期間      | 期間      | 平日                                     | 平日                         | 土曜日                        | 日曜日            |
| --------- | --------- | ---------------------------------------- | ---------------------------- | ----------------------------- | ----------------- |
| 1984.4.2  | 1985.3.29 | おはよう!CNN                             | おはよう!CNN                 | （なし）                      | （なし）          |
| 1985.4.1  | 1986.3.29 | おはよう!TODAY ※『おはよう!CNN』を内包。 | おはよう!CNN                 | CNNウィークリー               | （なし）          |
| 1986.3.31 | 1986.9.27 | 6:25おはよう天気予報                     | おはよう!CNN                 | CNNウィークリー               | （なし）          |
| 1986.9.29 | 1987.9.26 | モーニングファイル                       | おはよう!CNN                 | CNNウィークリー               | （なし）          |
| 1987.9.28 | 1989.10.1 | さわやかトゥデイ モーニングセンサー      | おはよう!CNN                 | おはよう!CNN                  | おはよう!CNN      |
| 1989.10.2 | 1990.4.1  | CNNモーニング                            | CNNモーニング English Shower | CNNモーニング                 | CNNモーニング     |
| 1990.4.2  | 1990.9.30 | CNNモーニング                            | CNNデイブレイク              | CNNモーニング                 | CNNモーニング     |
| 1990.10.1 | 1991.9.29 | CNNデイブレイク                          | CNNデイブレイク              | CNNモーニング                 | CNNモーニング     |
| 1991.9.30 | 1993.9.26 | CNNデイブレイク                          | CNNデイブレイク              | ザ・CNN                       | ザ・CNN           |
| 1993.9.27 | 1994.9.30 | CNNデイブレイク                          | CNNデイブレイク              | （なし）                      | （なし）          |
| 1994.10.3 | 1996.9.27 | 朝イチ!N天CNN                            | やじうま6                    | （なし）                      | （なし）          |
| 1996.9.30 | 1998.3.27 | 早起き一番!天気&NEWS                     | 早起き一番!天気&NEWS         | （なし）                      | （なし）          |
| 1998.3.30 | 1999.3.26 | 早起き!チェック                          | 早起き!チェック              | （なし）                      | （なし）          |
| 1999.3.29 | 1999.10.1 | （なし）                                 | （なし）                     | （なし）                      | （なし）          |
| 1999.10.4 | 2000.9.29 | ラジ朝アットモーニング                   | ラジ朝アットモーニング       | （なし）                      | （なし）          |
| 2000.10.2 | 2001.4.1  | ラジ朝アットモーニング                   | ラジ朝アットモーニング       | 朝イチ                        | 朝イチ            |
| 2001.4.2  | 2001.9.28 | ラジ朝アットモーニング                   | ラジ朝アットモーニング       | （なし）                      | （なし）          |
| 2001.10.1 | 2002.3.29 | N天トップ!                               | N天トップ!                   | （なし）                      | （なし）          |
| 2002.4.1  | 2006.3.31 | 朝いち!!やじうま                         | 朝いち!!やじうま             | （なし）                      | （なし）          |
| 2006.4.3  | 2010.10.1 | やじうまプラス                           | やじうまプラス               | （なし）                      | （なし）          |
| 2010.10.4 | 2013.9.27 | やじうまテレビ!                          | やじうまテレビ!              | （なし）                      | （なし）          |
| 2013.9.30 | 2015.3.28 | グッド!モーニング                        | グッド!モーニング            | みんなの疑問 ニュースなぜ太郎 | （なし）          |
| 2015.3.30 | 2017.9.24 | グッド!モーニング                        | グッド!モーニング            | 週刊ニュースリーダー          | （なし）          |
| 2017.10.1 | 2024.3.29 | グッド!モーニング                        | グッド!モーニング            | 週刊ニュースリーダー          | サンデーLIVE!!    |
| 2024.3.30 | 2024.9.29 | グッド!モーニング                        | グッド!モーニング            | グッド!モーニング             | サンデーLIVE!!    |
| 2024.9.30 | 現在      | グッド!モーニング                        | グッド!モーニング            | グッド!モーニング             | グッド!モーニング |

## 系列局の独自制作番組
特記以外は平日の放送。

### 朝日放送テレビ（ABC）
- おはよう6（1983年10月 - 1992年3月）
- Oh!天気（1992年3月 - 1994年9月）
- おはよう天気です（1994年10月 - 1995年9月）
- おはようコールABC（1995年10月 - 2020年10月2日）
- おはようコールABC・早版（末期は月曜のみ、2003年10月 - 2005年3月）
- ABCニュースファイル（火 - 金曜→月 - 金曜：2004年7月 - 2006年3月） - 『おはようコールABC』に統合。